# Извориште реке Оредеж код места Донцо
 Извориште реке Оредеж код места Донцо (рус. Истоки реки Оредеж в урочище Донцо) заштићено је подручје од регионалног значаја у категорији комплексног споменика природе (МУЗП категорија III) у југозападном делу Лењинградске области, на северозападу европског дела Руске Федерације. Административно припада Волосовском рејону Лењинградске области.
Заштићено подручје је основано одлуком извршног одбора Лењинградске области № 145 од 27. марта 1976. године и под управом је Владе Лењинградске области, односно Канцеларије за управљање природним комплексима и објектима Лењинградске области. Одлука о успостављању заштићеног подручја потврђена је на седници Владе Лењинградске области законом под бројем № 494 од 26. децембра 1996. године. Обухвата територију површине 950 хектара.
Подручје је стављено под локалну заштиту с циљем свеобухватније заштите артешких извора који представљају извориште реке Оредеж (десне притоке реке Луге), те са циљем заштите природних станишта ендемске врсте оредешке пастрмки. Подручје је јединствено по бујној ливадској вегетацији степског типа и мешовитим шумама које су се развиле на кречњачким плочама. У Црвеној књизи заштићених врста Руске Федерације налазе се 4 биљне врсте, док је њих 38 на листи заштићених врста од регионалног значаја. Од птичијих врста ту обитавају обичне препелице, пољске јаребице, ритске сове и други. У северном делу заштићеног подручја налази се напуштени каменолом који је деловањем подземних извора данас преобраћен у вештачко Кјурљевско језеро. У геолошком смислу представља остатак некадашњег знатно пространијег ордовичког кречњачког платоа са бројним подземним изворима.
На територији овог заштићеног природног добра најстроже су забрањени сви видови пољопривредне и индустријске активности, мелиоративне активности, употреба хемикалија и пестицида, вађење камена и кречњака, лов и риболов. Дозвољене су искључиво санитарне сече дрвећа, прикупљање гљива и бобичастог воћа, те спровођење научно-истраживачких радова и екскурзија за студенте и ђаке.
- Ливада недалеко од села Донцо
- Мања притока Оредежа код Великог Зарчја
- Река Оредеж